# RTÉ One
Pour les articles homonymes, voir RTE.
RTÉ One (en irlandais : RTÉ a hAon) est la première chaîne de télévision généraliste publique irlandaise, du groupe public RTÉ. Elle diffuse principalement en anglais ainsi qu'en irlandais.

## Histoire de la chaîne
RTÉ One est la plus ancienne et la plus populaire[réf. nécessaire] chaîne de télévision d'Irlande. 
Telefís Éireann commence à émettre le 31 décembre 1961 à 19 heures. Elle devait initialement être lancée à Noël, mais le directeur de Radio Éireann, Eamonn Andrews, avait donné son congé au personnel pour Noël. La soirée d'inauguration commence par le discours d'ouverture prononcé par le président de la République Éamon de Valera qui décrit les avantages et les inconvénients du nouveau média en rappelant que « comme l'énergie atomique, il peut être employé pour faire un bien incalculable, mais il peut également faire un mal irréparable » ; suivirent ensuite d'autres messages du Cardinal d'Alton et de Lemass, puis un concert retransmis en direct de l'hôtel Gresham à Dublin. Cette émission, présentée par Eamonn Andrews, s’achève par un compte à rebours jusqu'à la nouvelle année.
Radio Éireann fut le premier radiodiffuseur public à adopter dès 1962 le format 625 lignes pour ses retransmissions télévisées, deux ans avant le lancement de BBC Two dans ce format. En 1966, la chaîne est renommée RTÉ Television à la suite du changement de nom de Radio Éireann en RTÉ. 
Bien qu'une erreur de conversion ait permis de retransmettre la finale messieurs du tournoi de tennis de Wimbledon 1968 en couleur, l'apparition officielle de la couleur date de 1969. Le premier programme réalisé en couleur par la RTÉ fut le documentaire John Hume's Derry diffusé dans le cadre de l'émission 7 Days. Tous les studios de RTÉ à Donnybrook, à Dublin furent ensuite équipés pour des émissions en couleur à partir de 1976. 
Lors du lancement de RTÉ Two en 1978, RTÉ Television devient RTÉ1, puis est rebaptisée RTÉ One en 1995.
Depuis 1998, RTÉ One doit affronter la concurrence de TV3 Ireland en Irlande, mais aussi de toutes les chaînes britanniques diffusées par satellite et par câble.

## Organisation

### Dirigeants
Directeurs généraux :
- Eamonn Andrews : 1961 -
- Cathal Goan

Directeur RTÉ Television :
- Noel Curran

Directeur de l'information :
- Ed Mulhall

### Capital
RTÉ One est détenue à 100 % par le radiodiffuseur d'État RTÉ. L'essentiel de son budget vient de la redevance audiovisuelle dont elle utilise 44 % du montant total récolté.

## Programmes
Comme toute chaîne généraliste, RTÉ One diffuse des programmes d'information, des émissions de société, du sport, de la musique, des films et fictions et des divertissements. La plupart des émissions sont en anglais, ainsi que celles importées du Royaume-Uni, des États-Unis, d'Australie et de Nouvelle-Zélande. 

## Diffusion
RTÉ One est diffusée 24 heures sur 24, sept jours par semaine dans tout le pays sur les bandes VHF et UHF (bien que la VHF ait été la plupart du temps supprimée), par satellite via le bouquet Sky Digital à la fois en république d'Irlande et en Irlande du Nord, ainsi que par câble et MMDS incluant le service de câble numérique de Virgin Media en Irlande du Nord.